# Колан (Хорватія)
Колан (хорв. Kolan) — населений пункт і громада в Задарській жупанії Хорватії.

## Населення
Населення громади за даними перепису 2011 року становило 791 осіб. Населення самого поселення становило 379 осіб.
Динаміка чисельності населення громади:
Динаміка чисельності населення центру громади:

## Населені пункти
Крім поселення Колан, до громади також входять: 
- Коланьський Гаяць
- Мандре

## Клімат
Середня річна температура становить 14,02 °C, середня максимальна – 26,66 °C, а середня мінімальна – 2,23 °C. Середня річна кількість опадів – 1007 мм.
| Клімат поселення                              | Клімат поселення | Клімат поселення | Клімат поселення | Клімат поселення | Клімат поселення | Клімат поселення | Клімат поселення | Клімат поселення | Клімат поселення | Клімат поселення | Клімат поселення | Клімат поселення | Клімат поселення |
| Показник                                      | Січ.             | Лют.             | Бер.             | Квіт.            | Трав.            | Черв.            | Лип.             | Серп.            | Вер.             | Жовт.            | Лист.            | Груд.            |                  |
| Середній максимум, °C                         | 9,74             | 9,66             | 11,98            | 15,72            | 20,77            | 24,60            | 26,66            | 26,66            | 22,36            | 17,76            | 12,74            | 10,31            |                  |
| Середня температура, °C                       | 6,04             | 5,95             | 8,28             | 12,02            | 17,06            | 20,90            | 23,60            | 23,59            | 19,28            | 14,68            | 9,65             | 7,26             |                  |
| Середній мінімум, °C                          | 2,32             | 2,23             | 4,56             | 8,31             | 13,35            | 17,18            | 20,53            | 20,52            | 16,23            | 11,62            | 6,59             | 4,19             |                  |
| Норма опадів, мм                              | 82               | 71               | 72               | 75               | 72               | 67               | 39               | 59               | 113              | 125              | 127              | 105              |                  |
| Середньомісячна швидкість вітру, м/с          | 3.07             | 3.19             | 3.30             | 3.13             | 2.77             | 2.59             | 2.58             | 2.53             | 2.72             | 2.94             | 3.47             | 3.36             |                  |
| Середньомісячна сонячна радіація, кДж/м²·день | 4729             | 7474             | 10991            | 15833            | 20155            | 22103            | 23793            | 20669            | 14990            | 9601             | 5150             | 4018             |                  |
| --------------------------------------------- | ---------------- | ---------------- | ---------------- | ---------------- | ---------------- | ---------------- | ---------------- | ---------------- | ---------------- | ---------------- | ---------------- | ---------------- | ---------------- |
| Джерело:                                      |                  |                  |                  |                  |                  |                  |                  |                  |                  |                  |                  |                  |                  |